# مونت تيندري
مونت تيندري (بالإنجليزية: Mont Tendre)‏ هو أحد جبال سلسلة جورا ويقع في كانتون فود في سويسرا. يحتل المرتبة رقم 407 في قائمة جبال سويسرا من حيث الارتفاع، إذ يبلغ ارتفاعه حوالي 1679 متر، بينما يبلغ ارتفاع نتوء الجبل 451 متر.